# ホーンテッドハウス
『ホーンテッドハウス』（英語: Haunted House）は、ジェームズ・アンドレアセンによって設計され、1982年2月にアタリから発売されたAtari 2600のテレビゲームである。
本作は、骨壷の3つの破片を回収するために、故ザカリー・グレイブスのお化け屋敷を探索する内容となっており、主人公は一対の目で描かれている。GameSpy の記事によると、このゲームはサバイバルホラーのジャンルの中で最も初期の例の一つであることが確認されている。
ハウスは3階建てで、地下室がある。プレイヤーは一度に3つのアイテム（ドアを開けるための鍵、悪霊を追い払う杖、骨壷）のうち1つだけを拾うことができ、コウモリ、タランチュラ、グレイブス氏の幽霊を避けなければならない。9回モンスターに襲われるとゲーム終了。骨壷を持って家を脱出した場合、プレイヤーの勝ちとなる。
アイテム（および高難易度の家のレイアウト）は、プレイヤーがジョイスティックの「火」ボタンを使用してマッチに火をつけたときにのみ見ることができ、キャラクターの周りの小さな範囲を照らす。これは何回でも行うことができるが、マッチは消されるまでの限られた時間だけ持続する。モンスターがプレーヤーと同じ部屋に入れば、モンスターからの遠吠えの風により火のついたマッチが吹き飛ばされる。
本作は全部で9つのステージがあり、ゲームがをより高難度にしている。特に、難易度が高くなるにつれて、プレイヤーがマッチに火をつけないと家の壁が見えなくなる。

## 反応
1983年のElectronic Gamesは、ホーンテッドハウスのグラフィックは「シンプルな面があるが、暗がりの部屋の中を忍び寄る効果は非常によくできている」と述べている。
リチャード A. エドワーズは、The Space Gamer 54巻でホーンテッドハウスをレビューしている。エドワーズは、「ホーンテッドハウスについてすぐに思い浮かぶ欠点はない。これは確かに勝者であり、最寄りの店から忽然と買われるべきだ」とコメントしている。
1993年のレビューでは、デジタルプレスはこのゲームに10点満点中6点を与え、「怖いジャンルの恐竜」と呼んだが、悪いゲームではないと述べている。

## 続編
2010年には、アタリ社から同名の続編が発売され、Windows、Wii、Xbox Live Arcade向けにグラフィックを刷新した『ホーンテッドハウス』が発売された。Windows版は2010年9月28日 、Wii版は2010年10月5日、Xbox Live Arcade版は2010年10月28日に発売された。本作は、屋敷の中で謎の失踪を遂げたとされる初代主人公の30年後を舞台に、孫たちが屋敷の中で主人公を探していくというストーリーである。
このゲームの非公式な続編である "ホーンテッドハウスへの帰還 "は、プラグアンドプレイゲームシステムのAtari Flashback2に含まれていたいくつかの組み込みゲームの1つである。アドベンチャーのソースコードとグラフィックを使用しており、他のアタリフラッシュバックには収録されていない。
シリーズの新作、『ホーンテッドハウス：秘密のグレイブス』が2014年9月1日に発表され 、2014年11月25日にMicrosoft Windows向けに発売された。リリースするとすぐに、このゲームは批評家から否定的なレビューを受けた。